# サヨナラMISTY DAYS
「サヨナラMISTY DAYS」(サヨナラミスティー・デイズ)は矢嶋良介の1stシングル。

## 解説
「サヨナラMISTY DAYS」は、M&M's『ミルクチョコレート』CMソングで、DIMENSIONの勝田かず樹のサックスを取り入れている。
カップリングの「Dream, In My Love」は、関西テレビ系『ウーマンドリーム』挿入歌。
いずれも1stアルバム『Rolling Heart』に収録されていないが、「Dream, In My Love」は、ウーマンドリームのサウンドトラック（最高順位16位）に収録されている。

## 収録曲
1. サヨナラMISTY DAYS
作詞:矢嶋良介 作曲:多々納好夫 編曲:葉山たけし
2. Dream, In My Love
作詞･作曲:矢嶋良介 編曲:葉山たけし
3. サヨナラMISTY DAYS (inst.)

## 参加ミュージシャン
- 葉山たけし - ギター
- 勝田かず樹（DIMENSION） - サックス
- 川島だりあ - コーラス
- 生沢佑一（TWINZER） - コーラス
- 山本千絵 - コーラス